# Ferber Katalin
Ferber Katalin (Budapest, 1952–) magyar közgazdász, gazdaságtörténész. Szakterülete az összehasonlító gazdaságtan, gazdaságtörténet Japán és Közép-Európa vonatkozásában.

## Pályafutása
1978-ban végzett a Marx Károly Közgazdaságtudományi Egyetemen (MKKE). Ezután 9 évig a Magyar Tudományos Akadémia (MTA) Történettudományi Intézetének tudományos segédmunkatársa volt. 1987–88-ban a pécsi Janus Pannonius Tudományegyetemen tanított gazdaságtörténetet. 1988-ban szerzett PhD-t gazdaságtörténetből. 1988–89-ben a kanadai Wilfrid Laurier Egyetem vendégprofesszora. 1989–91-ben az MKKE-en összehasonlító gazdaságtant oktatott. Ezután gazdasági és pénzügyi újságíróként dolgozott (1990–1991: HVG, 1991–1992: Világgazdaság). 1992–1993 között az Állami Számvevőszék (ÁSZ) közgazdásza.
1993–1995 között a tokiói Hoszei Egyetemen, majd 1995–2000 között a Tokiói Egyetemen vendégprofesszor, 2000–2002 között a Sizuokai Művészeti és Kulturális Egyetem (SUAC) docense. 2002–2012 között a tokiói Vaszeda Egyetem School of International Liberal Studies (SILS) docense.

## Művei
- Ferber Katalin–Rejtő Gábor: Reform (év)fordulón; Közgazdasági és Jogi, Bp., 1988
- Bara Zoltán – Szabó Katalin (szerk.): Összehasonlító gazdaságtan (BKKE, 1989, 1992)
- A Budapesti Giro és Pénztáregylet Rt. 1893–1948 (Giro Elszámolásforg. Rt., 1990)
- A parancsuralmi rendszer; Aula, Bp., 1991
- Az önvédelem gazdasága (BKKE, 1995)
- A siker ára. Japán; László és Társa, Bp., 1998
- Professionalism as Power: Tajiri Inajiro and the Modernization of Meiji Finance. In: Janet Hunter – Cornelia Storz (eds.): Institutional and Technological Change in Japan's Economy: Past and Present (Routledge Curzon, 2005）
- A felkelő nap árnyéka. Kozák Gyula beszélget Ferber Katalinnal; Balassi, Bp., 2005 ISBN 9789635067510
- Japán. Mindenki szellemi kalauza (Jószöveg Műhely, 2009) ISBN 9789637052903
- Érdemeink beismerése mellett. A rendszerváltás kívülről és belülről (Jószöveg Műhely, 2010) ISBN 9786155009075
- A másság szigetein (Oriold és Társai Kft., 2012) ISBN 9789639771727
- A siker ára. Tanulmányok a (másik) Japánról; Syllabux, Bp., 2014
- Az elárult Japán. Út Fukusimáig; Pesti Kalligram, Bp., 2015
- Írások, publikációk gyűjteménye: www.kibogaaru.com

## Családja
Japán férjével Tokióban élt, 2011-ben alkotói szabadságát töltötte Európában férjével, mikor értesült a Fukusimai atomerőmű katasztrófájáról, ezért nem tértek vissza Japánba, Németországban élnek.